# JR九州プライベートリート投資法人
JR九州プライベートリート投資法人（ジェイアールきゅうしゅうプライベートリートとうしほうじん）は、福岡市博多区にある投資法人（私募リート）。

## 概要
スポンサーは九州旅客鉄道（JR九州）で、運用会社はJR九州アセットマネジメント（JR九州の100%子会社）。
JR九州により、「循環型投資モデルによる不動産開発事業の持続的成長基盤の整備」、「開発利益の獲得と、資金獲得手段の多様化による新たな事業展開」、「アセットマネジメント事業への参画による収益機会の拡大」を目的に設立された。JRグループとして初の私募リート組成である。
投資対象は総合型（住宅、オフィス、商業施設、物流施設、ホテル）であるが、「駅ビル等の駅一体型施設を除く」としておりJR九州所有の大半の商業施設は対象外となる。
2022年（令和4年）3月に、賃貸マンションとオフィスの資産規模約200億円で運用開始。JR九州は、2022年3月期第3四半期決算発表時に、私募REITへの物件売却を見込み、通期連結業績予想の不動産販売事業につき営業収益199億円、営業利益36億円を上方修正している。

## 沿革
- 2021年（令和3年）12月7日 - 設立
- 2022年（令和4年）1月12日 - 内閣総理大臣による投信法第189条に基づく登録の実施（登録番号：福岡財務支局長 第2号）[7]
- 2022年（令和4年）3月1日 - 運用開始（資産規模約200億円）[8]

## ポートフォリオ
資産規模（取得価格ベース）は、運用開始時に200億円程度。